# Qermez Dere
Qermez Dere es un asentamiento del Neolítico precerámico situado en los límites noroccidentales de Tal Afar, en la gobernación de Nínive (Irak). Este yacimiento arqueológico se descubrió en la década de 1980 durante una operación de rescate. Abarca una superficie de unos 100 m x 60 m y forma un tell de 2 m de altura. Los edificios estaban hechos de primitivos ladrillos de barro, que no es un material perenne, y están en su mayoría destruidos; sin embargo, los arqueólogos han excavado una estructura de una habitación en buen estado. Las esquinas de la habitación están redondeadas, lo que demuestra el cuidado que se puso en su construcción. También se han encontrado vestigios de columnas de arcilla no estructurales, lo que sugiere primitivos casos de mobiliario.
La datación por radiocarbono ha estimado que Qermez Dere se construyó entre c. 8500 a.  C. y 7900 a.  C.